# Carl Christoph Lörcher
Carl Ch. Lörcher (* 2. Juli 1884 in Stammheim bei Stuttgart; † 1966 in Stuttgart) war ein deutscher Architekt, Stadtplaner und Hochschullehrer.

## Leben
In der zweiten Hälfte der 1920er Jahre war Lörcher in der Türkei und auf dem Balkan tätig. So entwickelte er 1927–1929 den ersten Bebauungsplan Ankaras. Lörcher, der bereits zum 1. Juli 1931 der NSDAP (Mitgliedsnummer 574.132) und im selben Jahr der SA beigetreten war, wurde nach der „Machtergreifung“ der Nationalsozialisten Leiter der Reichsstelle für Raumordnung bei der Neubildung deutschen Bauerntums beim Reichsernährungsministerium. Ab 1933 war er Professor für Bau- und Siedlungswesen an den Vereinigten Kunstschulen Berlin und wurde Präsident des Bundes Deutscher Architekten. Daneben leitete er ab Juni 1933 den dann von ihm 1934 liquidierten Deutschen Werkbund. Lörcher schlug 1933 vor, der Deutsche Werkbund solle in Zukunft nur noch Bauernhäuser bauen lassen.
Im August 1934 gehörte Lörcher zu den Unterzeichnern des Aufrufs der Kulturschaffenden zur „Volksbefragung“ über die Vereinigung des Reichspräsidenten- und Reichskanzleramtes in der Person Adolf Hitlers. Künstlerisch berief er sich auf eine Neubesinnung auf traditionelle Ausdrucksweisen des deutschen Bauerntums.
Im Kampfbund Deutscher Architekten und Ingenieure, der die ideologische Richtung von Gottfried Feder innerhalb des Nationalsozialismus vertrat, war Lörcher zuständig für den Bereich Siedlung, d. h. Stadt- und Regionalplanung.

## Bauten

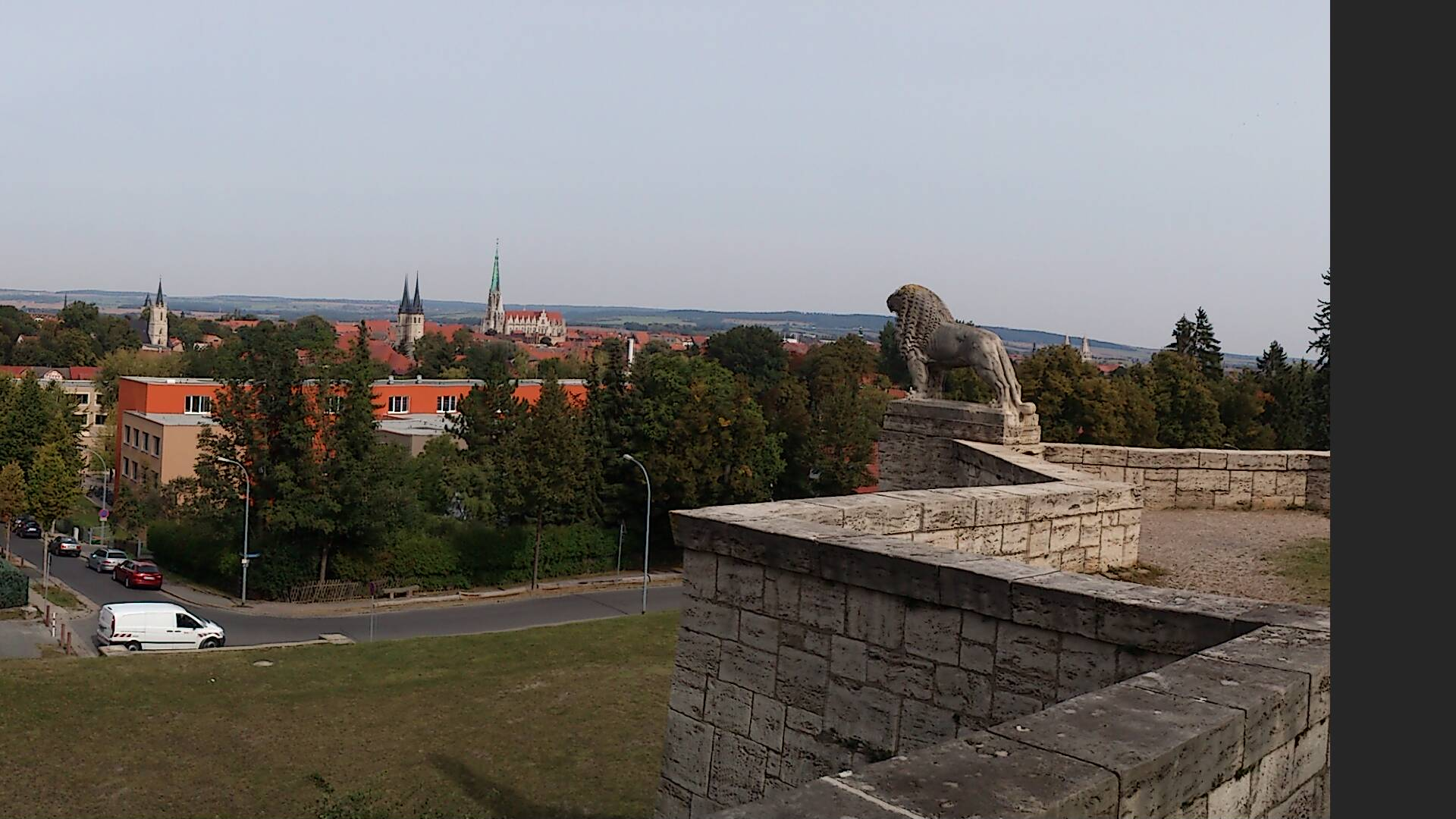
Mühlhäuser Löwe von Max Kruse

- ab 1925: Umbau und Ausbau des Zentralgefängnisses Ankara (Ulucanlar Cezaevi), das seit 2006 als Museum dient
- 1927–1928: Kriegerdenkmal für die Gefallenen des Ersten Weltkriegs der Stadt Mühlhausen/Thüringen (mit dem „Mühlhäuser Löwen“ von dem Berliner Bildhauer Max Kruse)[7]
- ab 1935: Entwurf der Häuser des für schwäbische Siedler neu angelegten Dorfs Schwabendorf in Mecklenburg
- zwischen 1934 und 1937: Bauernhof in Hierlshagen, heute polnisch Ostaszów, Landgemeinde Przemków.[8]
- 1936: „Lotte-Neumann-Siedlung“ in Wuppertal-Barmen[9]
- ab 1937: Arbeiterstadt „Große Halle“ für den Generalbauinspektor für die Reichshauptstadt Albert Speer in Berlin-Spandau (heute Evangelisches Waldkrankenhaus Spandau)[10]
- 1942: Mannschaftsbauten am Rande der sog. „Speerplatte“ in Berlin-Charlottenburg[11]